# Suelli
Suelli – miejscowość i gmina we Włoszech, w regionie Sardynia, w prowincji Sud Sardynia.
Według danych na rok 2004 gminę zamieszkiwało 1171 osób, 61,6 os./km². Graniczy z Gesico, Mandas, Selegas, Senorbì i Siurgus Donigala.